# Farissa Córdoba
Farissa Evelin Córdoba Martínez (* 30. Juni 1989 in Panama-Stadt) ist eine panamaische Fußballtorhüterin.

## Karriere

### Verein
Im Sommer 2019 wechselte Córdoba Martínez vom ecuadorianischen Club Ñañas nach Israel und schloss sich dort Maccabi Holon an. Dort endete ihr Vertrag nach zwölf Einsätzen im Sommer 2020, worauf sie zunächst vereinslos war. Anfang 2021 kehrte sie zu Club Ñañas zurück. Im Sommer 2021 kehrte sie wiederum in ihr Heimatland zurück und stand hier nun im Kader von CD Plaza Amador. Nach einem halben Jahr zog sie weiter nach Costa Rica, wo sie ab Anfang 2022 Teil der Mannschaft von Municipal Pérez Zeledón wurde. Seit März 2023 ist sie zurück bei Club Ñañas.

### Nationalmannschaft
Für die panamaische A-Nationalmannschaft kam sie am 29. August 2018 während der Qualifikation für den Gold Cup 2018 zu ihrem Debüt, als sie bei einem 6:2-Sieg über El Salvador das Tor hütete. Ein paar Monate später hatte sie bei einer 0:7-Niederlage gegen Kanada noch einen weiteren Einsatz. Danach folgten noch ein Freundschafts- sowie ein Qualifikationsspiel in den nächsten Jahren. Sie war auch Teil der Mannschaft bei der Weltmeisterschaft 2023, verblieb hier jedoch ohne Einsatz.